# Tadaaki Hirakawa
Tadaaki Hirakawa (jap. 平川 忠亮 Hirakawa Tadaaki; ur. 1 maja 1979) – japoński piłkarz występujący na pozycji pomocnika. Obecnie występuje w Urawa Red Diamonds.

## Kariera klubowa
Od 2002 roku występował w klubie Urawa Red Diamonds.